# Georgij Prokopenko
Georgij Jakovlevič Prokopenko (in russo Гео́ргий Я́ковлевич Прокопе́нко? in ucraino Георгій Якович Прокопенко?, Heorhij Jakovyč Prokopenko; Kobeljaky, 21 febbraio 1937 – Leopoli, 5 maggio 2021) è stato un nuotatore sovietico, dal 1992 ucraino.

## Carriera
Fortemente specializzato nella rana riuscì a conquistare la medaglia d'argento nei 200m alle Olimpiadi di Tokyo 1964. Fu altresì detentore di tre titoli europei.

## Palmarès
- Giochi olimpici

Tokyo 1964: argento nei 200m rana.
- Europei di nuoto

Lipsia 1962: oro nei 200m rana e nella 4x100m misti.
Utrecht 1966: oro nei 200m rana.